# Gigolò
Il termine gigolò, di origine francese, è entrato a far parte del vocabolario italiano agli inizi del 1900.

## Storia
Originariamente con il termine gigolò si intendeva un ballerino che danza accompagnandosi con la dama a pagamento da giguer "saltare al ritmo di giga", quindi "ballerino". La figura di Rodolfo Valentino pare, agli inizi delle sue vicissitudini di emigrato italiano negli Stati Uniti, sia stato presumibilmente definito un gigolò. Al giorno d'oggi figure assimilabili ai gigolò sono i taxi dancer. Viene associato all'attività, svolta da uomini, prevalentemente di accompagnatore di donne mature in cambio di somme di denaro.